# Maikel Aerts
Maikel Aerts (Eindhoven, 26 giugno 1976) è un ex calciatore olandese, di ruolo portiere.
È nipote del campione di arti marziali Peter Aerts.

## Carriera
Inizia a giocare nel Wilhelmina Boys, per poi passare al PSV. Nel 1994 viene ceduto al Den Bosch dove debutta in campionato il 5 novembre.
Nel 1997 risulta positivo alla cocaina e viene squalificato per un anno.
Nel 1998 torna e contribuisce alla promozione in Eredivisie del Den Bosch che però retrocede subito.
Nel 2001 si trasferisce al Germinal Beerschot di Anversa.
Dopo solo una stagione torna nei Paesi Bassi per giocare nel Roosendaalse Boys Combinatie di Roosendaal. Viste le sue buone prestazioni, viene acquistato nel 2005 dal Feyenoord. Qui però non si mette in luce e nel 2006 viene mandato in prestito al Willem II. La stagione è condizionata purtroppo da una serie di infortuni che gli lasciano disputare solo 7 incontri di campionato. Al termine della stagione viene comunque riscattato dalla squadra di Tilburg. Anche la stagione successiva è condizionata da numerosi infortuni. Gioca tutte le partite della stagione 2008-2009. Il 17 novembre 2009, in un allenamento mattutino, si rompe i legamenti della caviglia destra. Torna disponibile a febbraio 2010 e in estate passa all'Hertha Berlino, appena retrocessa in 2. Fußball-Bundesliga e con il quale torna subito in massima divisione al primo anno.